# 鉄鍋のジャン!
『鉄鍋のジャン!』（てつなべのジャン）は、西条真二による日本の料理漫画。監修はおやまけいこ。『週刊少年チャンピオン』（秋田書店）にて1995年から2000年まで連載された。『週刊少年チャンピオン』の版元である秋田書店から発売された少年チャンピオンコミックス版は全27巻、後にメディアファクトリーから発売されたMF文庫版は全13巻。2016年2月時点でシリーズ累計発行部数は800万部を記録している。

## 概要
中華料理人である少年・秋山醤が本作の主人公。料理にケチを付けるために店に訪れた料理評論家を彼が料理の味をもって論破したり、彼の元へ挑戦しに訪れる料理人達を相手に料理勝負を繰り広げたりする。若手の中華料理人同士の大会が開催されるパートでは、主人公もこれに参加し、トーナメント方式で他の料理人達を相手にバトルを繰り広げる。
本作ならではの大きな特徴として、極悪非道な人格を持つ悪役顔のキャラクターが主人公を務めるピカレスク・ロマン色を持つ点が挙げられる。その主人公と敵対するサブキャラクター達も、彼に負けず劣らずの悪役顔ばかりが揃っている。力強く、勢いがある西条の絵柄も、登場人物達の極悪非道ぶりを説得力あるものにしている。また、作中に登場する食材やその料理法もインパクトを重視したものが多い。本作に登場する女性キャラクターはそのほとんどが巨乳・爆乳に描かれており、レギュラー・ゲスト問わずサービスカットが多い。以上の点から、他の料理漫画にはない、独特の雰囲気を醸し出した怪作に仕上がっている。その一方、作中で説明される料理の技法については、漫画的演出によりやや誇張されている面はあるものの、フードコーディネーター・おやまけいこの監修によっておおむね正しいものとなっている。
続編として『鉄鍋のジャン!R頂上作戦（IRON WOK JAN! R ：THE SUMMIT OPERATIONS）』が週刊少年チャンピオンで連載。2006年50号（2006年11月9日発売）から開始し、2007年17号（2007年3月22日発売）にて第1部が終了。2007年28号（2007年6月7日発売）より第2部として再開され、2008年52号（2008年11月27日発売）にて第2部が終了し、完結を迎えた。単行本は全10巻。アメリカや中国などでも翻訳出版されている。さらに世代交代した続編『鉄鍋のジャン!!2nd』が『月刊ドラゴンエイジ』2017年2月号から2020年1月号まで連載された。
スピンオフ作品として、原作・脚本を森橋ビンゴが担当する『鉄牌のジャン!』『鉄牌のジャン! VR』が『近代麻雀』で連載された。若き伍行壊を主人公とする外伝『鉄鍋のジャン!五行クンの楽しい香港生活』が『ヤングドラゴンエイジ』でVol.2からVol.10まで連載された。

## あらすじ
舞台は東京銀座、『五番町飯店』、中華料理においては日本一を自負する高級中華料理店である。とある閉店後の夜、一人の少年が入店してきてウェイターの制止も無視し「炒飯を出せ」と要求する。炒飯は給仕されたものの、その出来栄えは彼にしてみれば日本一とは到底思えない、お粗末な物であった。炒飯の出来に不満を持った彼は厨房に上がり込み、炒飯を批判と共に打ち捨てると、コックコート姿になり自ら炒飯を作り出した。少年の名は秋山醤。『中華の覇王』の異名を持つ料理人、秋山階一郎の孫にして、彼自身も料理人である。「料理は勝負」の信念を持つ彼と、五番町霧子を含む様々な料理人との交流と戦いを描く。

## 登場人物
『鉄鍋のジャン!R 頂上作戦』のみの登場人物には（Rのみ）と文末に記入する。なお年齢は特に断りがない限り初登場時のもの。

### 秋山一族
秋山 醤（あきやま ジャン）
本作の主人公。16歳。「料理は勝負」という信念を持つ。
「中華の覇王」の異名を取っていた料理人秋山階一郎の孫で、祖母は中国人。幼少より祖父の階一郎に、虐待にも等しい徹底した料理教育を受けており、背中には多数の傷跡がある。「料理は勝負」という信念も、階一郎の受け売りである。
ベテラン料理人も顔負けの中華料理の腕を持ち、当初は五番町飯店で見習いとして働いていたが、わずか数日で調理担当に回った。言っていることはほとんど間違っていないが、その性格と毒舌振りのために周囲から怒りを買うことも多い。料理勝負には徹底的にこだわり、ケンカ犬だとしばしば言われるように、挑まれたらそれを断ることを選択肢に入れることがない。そのため、勝手に料理勝負を引き受けて五番町キリコや五番町弥一をしばしば困惑ないし激怒させている。一方で、自分に対して友好的な相手には、もしくは料理勝負とは無関係な状況下では、上記の毒舌振りや血の気の多さを出す事は意外にも少ない。また、相手に食って掛かる事はあっても、その相手が作った料理を貶したりは殆どしない。
料理のためには極めて手間のかかる工程でも一切妥協せず、時には自身の負傷すらも厭わないなど、良くも悪くも勝利には手段を選ばない。
頂上作戦（以下R）では、中国で大群の特級厨師を倒すシーンから始まる。キリコの弁では中国から帰国後すぐに五番町飯店を辞め半年以上も行方をくらまし、その際にエリザとの確執を産み、「ビッグ大谷杯」に参加することになる。その後は、キリコに強く望まれ、料理人たちに対するカンフル剤の役目となることで、五番町飯店に復帰する。なお、給料は以前からずっと月12万円とのこと。なお、続編に当たる『鉄鍋のジャン！2nd』にキリコとの間に出来た息子が登場する。
秋山 階一郎（あきやま かいいちろう）
ジャンの祖父で、かつては「中華の覇王」の異名で名を馳せた料理人だった。帝国大学医学部中退。「料理は魔法」が彼の信念で、この信念は孫のジャンに形を変えて受け継がれている。
五番町睦十とはライバルでありながら親友でもあり、若いころはよく行動を共にしていたことが、百蘭王との餃子勝負の回想シーンや単行本24巻掲載の番外編「悪い奴ほどよく喰らう!」から窺える。
若い頃からジャンとそっくりの攻撃的な風貌をしていたが、ジャンと異なり人懐っこく陽気な性格をしていた。一方で、指導者としては激しい体罰を辞さないスパルタで知られ、ジャン以前にも弟子が定着せず、明輝もジャンの振る舞いを見て「子育ての才能はなかったみたい」とジャンの祖父としての階一郎を酷評していた。
現役引退後は群馬県の山中に移り住み、ジャンにマンツーマンで厳しく中華料理の全てを叩き込んでいたが、高齢と長年患っていた癌による味覚障害（塩味が認識できない）をある日の醤の階一郎料理の感想から自覚すると、ジャンに手紙を残し焼身自殺をする。ジャンが下山し五番町飯店へと来たのは、その際に渡した手紙の遺言によるものである。
桃 明輝（とう みんき）
階一郎の妻で、ジャンの祖母。中国で蟇目檀と伍行壊が働いていた店のオーナーでもある。少女時代（番外編）は馬賊の頭領を務めていた。母国で日本軍が好き勝手振舞っていたために日本人を嫌っていたが、同じ日本人である階一郎と睦十の2人には世話になり、彼らには協力を約束した。その後、階一郎と所帯を持つことになる。Rでは故人となっていて登場しない。
秋山 爆（あきやま ばく）
階一郎の息子でありジャンの父。故人。Rでその名前が明らかにされた。ジャンの母親と共にジャンが赤ん坊のころに死別している。

### 五番町飯店
東京、銀座にある中華料理店で、日本一との呼び声も高い名店。厨房も複数ある。その中で、総料理長から見習いまで、総勢16名の料理人が働いている。その他、複数のウェイターが接客を行っている。
五番町 霧子（ごばんちょう きりこ）
本作のメインヒロイン。五番町飯店の跡取り娘。16歳。茶髪ロングで、料理の際は2つのシニヨンにまとめるのが特徴。叔父の弥一と祖父の睦十の元、見習いとして店の厨房で働きながら日々中華の修行に励む。中華の腕前は若くして既に並の料理人以上の腕を持つが、店で見習いをしているのは将来店を背負った時に必要となること全てを学ぶため。作る料理は食べる人のことを第一に考えたもので、「料理は心」を信条としている。手先も非常に器用で、料理に彫り物を盛り込むことも多い。料理の信念を巡っては、「料理は勝負」をモットーとして傲慢ともとれる行動をみせるジャンとたびたび衝突する。
一方で「料理は心」という自身の価値観を押し付ける一面もある上に、コミュニケーションもどちらかというと苦手な部類。
母親は自宅での食事の用意やキリコ宛の書き置きで存在が描写されているが直接の登場はなく、父親については本作では「R」も含めて存在が全く語られない。
「R」では、テレビでビッグ大谷杯に出場しているジャンの姿を見つけ会場に駆けつけるが料理人として出場はしていない。五番町飯店のオーナーを務めており、経営者としても成長していた。
無印ではジャンに対して終始渋い顔をしていたが、「R」では気さくにコミュニケーションを取ったり笑顔でやり取りしたりと、『鉄鍋のジャン!!2nd』での間柄に繋がる関係となった。
なお、続編に当たる『鉄鍋のジャン!!2nd』にジャンとの間に出来た息子が登場する。
小此木 タカオ（おこのぎ たかお）
五番町飯店で見習い中の少年。16歳。料理の腕は同じ見習いのジャンや霧子と比べて大きく劣り、先輩料理人たちにもいつもドヤされているが、睦十は「厳しい指導はもう時代に合わない」として彼に優しく接している。失敗したジャンを彼が励ましたことをキッカケに、ジャンが心を許す数少ない相手となる。店内で開かれた新メニューコンペでは意外な発想で評価されたりもしたが、料理人としては終盤まで特に成長らしい成長はしない。
作中ジャンとキリコが中国に行っていた3年間の間に、望月に代わり五番町飯店から厨房の鍋担当を任されるほどにまでなる。ジャン帰国後は、ジャンを目の敵にしている同僚たちからの風当たりを減らすためと、再びジャンに師事するためにワザと失敗し続け、鍋番から降格していた。
R終盤では、発想力を活かした新作料理「チョコレートの回鍋肉」を即興で作って見せ、辛口ながらも他の登場人物から賞賛されている。続編に当たる『鉄鍋のジャン！2nd』にセレーヌとの間に出来た息子が登場する。
五番町 睦十（ごばんちょう むつじゅう）
霧子の祖父で、五番町飯店のオーナーを務める。75歳。帝国大学文学部中退。「中華大帝」の異名を持ち、禿頭で顔いっぱいに大きく引かれた×字状の古痕がある。かつての修行仲間・秋山階一郎とは親友であり、ライバルでもあった。階一郎と共に日本の中華料理界の頂点に君臨していた人物で、現役を引退し店の経営に専念しており、一見優しく物腰柔らかだが心中では未だに現役であり、料理の腕も精進を続けており、内に秘めた闘志も全く衰えておらず、時折厳しさを隠し切れないことも。
第2回全日本中華料理人選手権大会の後に、ジャンや霧子、黄蘭青とは同時料理勝負をすることを約束していたが直前に病に倒れ他界。死後は階一郎の隣に墓が建てられた。
キリコが察したように、ジャンやキリコは最初から好敵手として見做しておらず、常に好敵手は階一郎のみであった。
五番町 弥一（ごばんちょう やいち）
霧子の叔父で、五番町飯店の総料理長を務める人物。年齢は45歳で、30歳になる前から五番町飯店を切り盛りしていたという。料理の腕は超一流で、ジャンも睦十以外で自分と互角の勝負ができる者と認めている。本作に登場する数少ない常識人で、劇中では料理の解説役を担当することも多い。ジャンの性格はともかく料理人としての腕は認めており、彼がどのような料理を作っても、決して嫌がること無く試食を行い、他の料理人にもちゃんと試食をさせている。
一方、一般の従業員が料理の腕や知識で劣るなど指導者としては今一つという描写もあり、実際に睦十からも従業員のだらしなさと従業員の育成が出来ていない点を叱責されている。
Rでも立ち位置は変わらないが、オーナーの座は霧子に譲っている。
李 考英（りー こうえい）
五番町飯店の司厨長（調理場の責任者）。34歳。香港から招かれた料理人で、その腕と人格性は確か。ジャンのことも、彼を毛嫌いしている他の同僚たちよりは認めており、ジャンの方も説教をうるさがることはあるが傲慢な面は見せていない。劇中では弥一と並び、解説役を務めることが多い。
Rでも登場。
柏原 工次（かしわばら こうじ）
五番町飯店の鍋担当料理人。35歳。パンチパーマの中年男性で、ベテランの域にある料理人であり、劇中で料理に関して腕が未熟な描写があまり見られない。
望月 貢（もちづき みつぐ）
五番町飯店の鍋担当料理人。22歳。料理人としての腕前は未熟だが、プライドが高く傲慢な性格をしている。物語冒頭で望月が作った炒飯はジャンに批判され、後に作った際にも蟇目に貶されている。
Rでも登場しているが、XO醤を貶したことで尾藤リュウジからは蹴りを顔面に叩き込まれるなど、立ち位置は変わっていない。

### 闘いを繰り広げた料理人
尾藤 リュウジ（びとう リュウジ）
流しの中華料理人で通称「XO醤のリュウ」。「料理は速さ」がモットー。各地を転々としながら、中華料理屋に賭け料理勝負を挑んでは荒稼ぎしていた。大谷が最初にジャンの元に送り込んだ刺客で、自前のXO醤は弥一をして「すごい」と言わしめる出来栄えだったが、XO醤を使いこなすまでには至っておらず、XO醤を使った料理対決であっさりジャンに敗れ、大谷からも散々打ち据えられる。
「R」では、湯水グループに所属し、新たに「料理はXO醤」をモットーとしている。XO醤を中心とした独自研究を重ねており、作成したオリジナルXO醤の出来はジャンをして「すごいものを作った」と、五番町メンバーが驚く程のベタ褒めぶりだった。自らの代名詞であるXO醤には強い誇りを持っており、望月に「XO醤なんてもう珍しくも何ともない」と貶されたことで、顔面に蹴りを入れてKOしていた。
料理勝負でジャンに負けたため、蟇目、五行と共に五番町飯店で働かされることになる。
蟇目 檀（ひきめ だん）
かつては五番町飯店で鍋を振るっていた料理人で、2年半の間、中国へ修行に出ていた。修行の末、5万以上もの料理のレパートリーと卓越した技術を手に入れ、五番町飯店を訪れる。が、訪問の理由は自らが総料理長として招聘されたホテル「ミラージュ」のレストラン「蜃気楼」へ料理人をスカウトするためだった。モットーは「料理は才能」。2年半前のかつては厳しくも優しい先輩であったが、現在は野心家で暴力的な性格に変貌しており、初対面で絡んで来たジャンの両腕を負傷させるほどである。
最初の酢豚勝負以来ジャンの実力を非常に高く買っており、彼を仲間に引き込もうとして拒絶される。その際互いの手料理を出し合ったが、マジックマッシュルームのような調合の施し合いで、食べた双方ブッ倒れて痛み分けに終わる。ジャンと無断で勝負をして勝てなかったこと、仲間に引き込もうとしたことを大谷に咎められて「蜃気楼」の料理長を開業前に下ろされ、中国の明輝の店に舞い戻る。
「R」では、明輝死後、彼女の店を乗っ取ろうとしたが結局失敗に終わり、湯水グループに所属。湯水グループの財力を利用して自らの牙城を作り上げ、さらにはジャンを再び自分の仲間に引き入れようと目論む。新たに「龍王」の二つ名を名乗り、リュウジや五行など前座に過ぎないと言われるほどの料理を作ったがジャンには敗れ、五番町飯店で働かされることになる。
伍 行壊（ご ぎょうかい）
通称、五行道士（ごぎょう どうし）。香港で料理店を営んでいたが、大谷から蟇目の代わりに「蜃気楼」の総料理長として、そしてジャンへの刺客として招聘された。
しかしその実態は「邪道士」「裏五行」と呼ばれる、代々中国で要人暗殺を請け負ってきた「裏食医」の末裔で、食を悪用し人体を壊すことを極めている危険人物。モットーはテレビ番組に出演した際には「料理は愛」と、ジャンに対しては「料理は気」と言っていたが、本当は「料理は成仏」。表向きは温厚な紳士を装っているが、実は料理のスタイルはジャンと非常に酷似している。
ジャンとの料理対決（五番勝負）では、最初は優位に進めていたが3番戦からはジャンに後れを取る。ジャンからの反撃で冷静さを失った挙句、同点に追い込まれてからは本性を現してからは大谷の叱責に激怒して退場させた後、代わりに審査員としてやってきたホテル・ミラージュ社長の飼っている愛犬を殺して料理に用い、さらに社長本人に食べさせるという暴挙を犯し、それをジャンが暴露したことで大会をぶち壊しにする結末を招いた。
「R」では、湯水グループに所属。ただし、スグルの思惑と違い、裏食医として全力でジャンを叩き潰すことしか考えていない。新たに「薬膳の帝王」の二つ名で呼ばれる。尾藤、蟇目同様に料理勝負でジャンに敗れ、五番町飯店で働かされることになる。続編に当たる『鉄鍋のジャン！2nd』では香港の五番町飯店の支配人になっており、娘が登場する。
スピンオフ作品「鉄鍋のジャン！五行クンの楽しい香港生活」にて主人公となり、まだ若かった頃の様子が描かれている。
湯水 スグル（ゆみず スグル）
湯水グループの若き当主。自称「万能の天才」。幼少時に飛行機事故で両親を亡くし、若年ながらも湯水グループの総帥を務める。中学卒業後は高校には進学せず、大検合格を取得して気ままな生活を送っている。
モットーは「料理は変幻自在」。料理勝負で99人斬りを達成し、ジャンと料理勝負をするまでは本当に負け知らずだった。100人目のターゲットをジャンに定め画策するが、2回の敗北を喫する。
第2回中華料理人選手権大会には、自身を湯水グループの中華料理店の料理人に登録して参加。予選、1回戦を勝ち進むもザザビー本郷との対戦に僅差で敗退した。
「R」のビッグ大谷杯では仮面で正体を隠した審査員「甘えん坊将軍」として登場。大谷と並んで参加者の作った料理の秘密を次々と明かし解説役を務めた。
大会終了後は、湯水グループ総帥として料理界を制覇するべく、蟇目、五行、尾藤の3人を迎え入れ、さらにはジャンをも引き込もうとして、ジャンと3人との料理対決を五番町飯店で見届けた。
執事の刈衣とは幼少時代から一緒に生活しており、主人と執事という関係ではあるが、半ば恋人同士の関係でもある。
刈衣 花梨（かりい かりん）
湯水家の執事を務める女性。スグルの幼少時に起きた飛行機事故によって左目は失われており、常にサングラスをかけている。スグルのブレーンでもある。彼女のモットーは「料理は学問」。優れた知識と湯水グループの財力を生かした食材と調理器具を駆使して料理人としては素人ながらも一般人では料理勝負で唯一ジャンに勝てた人物だが、その手段は事前にスグルのスープを食べさせておくというやや反則じみたものであった。
「R」では、髪を伸ばした姿で登場。引き続きスグルを様々な面で支えてはいるが、総帥としての自覚が薄いスグルに怒りを見せる事も。
ジュリアーノ本郷（ジュリアーノ ほんごう）
大谷が仕組んだ第2回中華料理人選手権大会の宣伝番組でジャン、キリコ、セレーヌと戦ったフレンチの料理人。トゥール・ダルジャンのスペシャル鴨料理をも再現できる腕前を持っていたが中華の知識は無く、3人の独創性あふれる料理には太刀打ちできなかった。ザザビー本郷は双子の弟。
大谷水月（おおたに みづき）
「極東中華厨房（ファーイーストチャイニーズキッチン）」の女料理人。見た目はグラマラスな16歳の美少女だが、伊勢海老を調理する際に伊勢海老ごとまな板を叩き切ってしまう程の怪力の持ち主。口癖は「料理はパワーや」。大谷日堂の遠い血縁であり、両親と死別後は大谷の養子になる。
ビッグ大谷杯ではスクール水着やメイド服、ナース服で挑んだり、審査員に色仕掛けをするなど、さまざまな策略を用いており、養父の日堂からも「料理人だったら料理で勝負しろ」と呆れられている。十三龍の料理人達を次々と制しながら決勝戦の3人にまで残り、「神の腕力」で挑み、牛肉料理で100点満点を叩き出すが、佐藤田十三の言によりジャンに破れる。（Rのみ）

#### 中華料理人選手権出場者
セレーヌ 楊（セレーヌ やん）
神戸の中華料理店「シードラゴン」所属。17歳。香港人の父とフランス人の母を持つハーフの娘で、限界を見定めず料理を研究するという、「料理はコテコテ」が信条。繊細で優雅なフランス料理の要素を取り入れた中華料理の新しい形「ヌーベルシノワ」を探求している。特に盛りつけのセンスは作中でも一、二を争うレベルである。
作中ではジャンに対して反発心や嫌悪感を抱かない数少ない人物であり、勝利・勝負が最優先の彼のポリシーに理解を示している。ジャンが「気が利かない」と非難された時も笑って許したほどで、ジャンの方もセレーヌと喧嘩した事は一度もない。
第1回全日本中華料理人選手権大会でジャンや霧子と三つ巴の闘いを繰り広げ、決勝第1回戦では霧子と共にジャンを圧倒するが、結果的に3人の中では最下位を喫してしまう。その後、1作目最終回前後まで五番町飯店の中華に最新のセンスをもたらすのと引き換えに伝統の中華を学ぶため、五番町飯店に修行に来る。
第2回全日本中華料理人選手権大会では高得点を連発し順調に3回戦に勝ち進むが、黄蘭青にはっきりと実力差を見せつけられ敗れている。
Rでは東京のビッグ大谷杯に駆けつけジャンのサポートをしている。R単行本のキャラクター紹介では「元・五番町飯店」の表記があり、大谷水月には「神戸・シードラゴンのセレーヌ楊さん」と呼ばれている。続編に当たる『鉄鍋のジャン！2nd』にタカオとの間に出来た息子が登場する。
沢田 圭（さわだ　けい）
六本木のチャイニーズレストラン「崑崙」の料理人で、店長の息子。「炎は俺の相棒」が口癖で、火や熱を使った料理が得意。親衛隊ともいえる女性たちを多数侍らせており、Rから「自らを応援する、彼女たちのために料理をする」という信念を表に出すようになる。パフォーマンスと言えるほど過剰な料理シーンを演出するが、技術面はしっかりしている半面独創性にやや欠けていた。
「R」では修練を重ねて技量を高め、熱だけでなく冷凍も調理に用いるようになり、「炎と氷の料理人」を自称する。
河原 裕司（かわはら　ゆうじ）
河原クッキングスクール校長の息子で料理人。「21世紀の料理」「料理人にして科学者」が信条で、料理を全てデータ化し、最先端の調理器具を駆使して最高の料理を常に作れるようにすることを目標としている。
大前 考太（おおまえ　こうた）
静岡浜松「麒麟飯店」の料理人で、店長の息子。一流大学経由で大企業に入ることを望む父の意に背いて、父のもとで料理人となる。
第1回選手権では準決勝にてジャンと対決。料理の弱点（味に持続力がなく冷めると不味くなる）を突かれて敗北。研鑽を重ねて第2回選手権に挑むも、予選で小此木と料理を取り違えて失格になってしまうという不運に見舞われた。
ザザビー本郷（ザザビー ほんごう）
ジュリアーノの双子の弟で、「料理はユニバーサル」を口癖とするカリフォルニア帰りの料理人。長身金髪で女口調だが意外と血の気は多い。2人の兄同様に色物キャラだが長兄ミケロッティの事を「ロン毛のオカマ野郎」呼ばわりするなど、彼らと同類とは思われたくないようで、普段着も男性的である。家からはフランス料理に進むよう嘱望されていたが中華料理の可能性に魅せられ一族に反発して中華料理の道に進む。あらゆる人間を驚かせ楽しませるのが信条で、珍奇な食材や西洋の手法を取り入れた斬新かつ革新的な中華料理を作る。実力は極めて高いが、準決勝で僅差で敗退した。
藤田　貫一（ふじた　かんいち）
中華薬膳料理店「藤田」のコック。食材の薬効を用いた料理を得意とし、選手権でも薬膳料理をメインに作る。
第1回選手権ではジャンと同じブロックとなり、ウナギをメインとした薬膳スープを作るものの、同じく薬膳スープを作りそれに塩味を利かせたジャンの前に敗退。第2回選手権では予選通過するものの、ザザビーに敗北した。
「R」でも薬膳料理人としての立ち位置は健在で、研鑽を重ねた跡が見られる。大谷杯1回戦ではジャン、ブルーに次ぐ高得点をたたき出すものの、特別ルール『最高得点を出した1名のみが2回戦に進出できる』の壁に敗退を余儀なくされた。
阿武隈 源司（あぶくま　げんじ）
北海道の中華料理店「胡獱王（とどおう）」の料理人、通称「熊源」。熊・アシカ・鯨などを食材に使う、中華料理人としては異色の存在。顔の下半分に髭を蓄えた巨漢。テレビにもよく出演しており、「お茶の間のアイドル」として知られている。
第1回選手権ではセレーヌ・楊と同じブロックとなり、予選敗退。第2回選手権では髭を剃った顔で登場、予選通過するものの、やはり楊に敗退した。
「R」では料理の腕もパワーアップして再登場。
筍 智秀（じゅん　ともひで）
横浜の中華料理店「東洋楼」の跡取り息子。東洋楼は明治に開かれた老舗で、中国本土での経営を合わせると400年を超える歴史を持つ。それゆえに智秀も「料理は歴史と伝統」の信念をもち、16歳にして並の料理人など歯牙にもかけない技量を持つ。元々恰幅は良かったが第2回選手権更に成長していた。
「R」では技量に磨きをかけて再登場。「料理は伝統」のポリシーは変わってないものの、「自分が新たな伝統を作る」と豪語する。

#### 陸一族
作中におけるアジアの料理界を支配する百蘭王とその一族にあたる。陸一族に生を受けたものは（陸姓でなくとも）全て百蘭王の後継者候補とみなされ、ゆえに幼少のころから過酷な修行によって篩いにかけられていく。第2回大会には後継者認定を受けた黄蘭青とそれに不満を持った者たちとの争いの一面もあった。
百蘭王（パイランワン）
代々アジアの料理界を表・裏から牛耳る。過去に階一郎、睦十の2人を相手に餃子の数作り勝負をした際、同じ時間内で2人の合計個数を1人で作り上げたという程の実力の持ち主。性格は傲岸不遜そのもので、孫の黄蘭青をして「暴君」と言わしめる。
本作の時点では既にその腕は衰えており、黄蘭青の後継者指名に不満を抱いた他の一族を抑えきれなくなっていた。
百蘭王とは「称号」であり、実名は他にあるが作中では明らかにされていない。
黄 蘭青（こう らんせい）
百蘭王の実の孫。モットーは「料理は半歩先」だが実際は韜晦に過ぎない。相手の料理の特徴を瞬時に見抜く卓越した眼力、一人だけ規定時間内に複数種の料理を作れる機動力の持ち主だが彼の真の特性は五味、香り、美観に続く4つ目の要素「食感」を活かした料理を作ることであり、「半歩先」もその優位性を意味する表現（睦十からは「他の料理人より高い所にいる余裕からくる謙遜」と評されている）。
見た目は寒いダジャレを連発する細目の好青年。幼少のころから祖父によって過酷な修行を積んできたため、体中には多くの傷がある。祖父との関係は劣悪で、電話越しではあるが笑顔で容赦ない言葉を浴びせている。
百蘭王の称号には一切興味を持たず、『世界の初代・黄蘭青』を目指すという、より高い野心と志を持っている。百蘭王とは違い、睦十のことはその実力を認め、尊敬していたようで、彼の葬儀の際には駆けつけていた。
陸 顔王（りく がんおう）
百蘭王後継者候補の1人。香港出身の禿頭巨躯の料理人で、癖の強い料理を得意とする。ジャンとのオリジナル調味料対決によってネズミハタとその魚醤の料理を出すも、それに頼り過ぎたせいで敗退した。
Rでは、沢田の回想でのみ出ている。
陸 麗花（りく れいか）
百蘭王後継者候補の1人。台湾出身の女料理人で台湾郷土料理を得意とする。メガネっ娘。「料理は傾向と対策」がモットーで、事前に相手を観察し、撃破するための料理を作る。霧子とオリジナル調味料対決の際には台湾バナナを使った「中華の王道」と言える料理を作り、その実力を見せつけるが、霧子が冒険といえる挑戦をして完成させた、アボカドと仔牛の脳を使った料理の前に敗退した。
陸 延雀（りく えんじゃく）
百蘭王後継者候補の1人。上海出身の料理人で水餃子の早握りを得意とするが、祖父が見た百蘭王の技を伝承・改良していたジャンの前に動揺して握りを失敗して完敗を喫する。
顔王によれば彼の実力は陸一族の中でも最弱の部類だというが、黄は百蘭王の称号に見合う能力の者に彼の名も入れている。

### 十三龍（サーティンドラゴン）
本節の登場人物は全て「R」のみ。
エリザ・バートリー
アメリカに200を超える支店を持つ、巨大資本十三龍の元締め「バートリー・フーズ」の社長。外見は「服の趣味が悪い女の子」だが、傲慢かつ残忍で我が侭な性格で、新興チェーン店である十三龍の進出のため様々な策を弄する。佐藤田と出会う以前は、仕事に忙しいあまり栄養剤しか摂取していなかった。佐藤田にはいわゆるツンデレ的な感情を持っており、何が何でも彼を自分の側に置いておきたがったが、長年自分に仕えていたために彼が体力不足による不戦敗を喫したことで自分の非を恥じ、佐藤田の料理人復帰を認める。続編『鉄鍋のジャン!!2nd』では「エリザ・サトウダ」として登場。
佐藤田 十三（さとうだ じゅうぞう）
元「XIANG FAN」所属のシェフで多くの学問を修めている。食育係としてエリザに仕える。彼女の強引な手腕に対して慇懃無礼に皮肉を述べるなど、彼とエリザの関係はそれほど単純なものではないようである。一度何もない処から料理を出して見せるという珍芸を披露しており、エリザは彼の手品を「魔法」と評している。彼のモットーは奇しくも秋山階一郎と同じく「料理は魔法」である。決勝戦でジャンの料理を高評価して優勝させた。
その直後にジャンと勝負することとなり、ジャンと互角の勝負を繰り広げるが、長年エリザの執事を遣っていたことから、体力の衰え、久々の大観客のいる大舞台でのプレッシャーなどに体が耐えられずに料理を作れなくなってしまう。さらにキリコからジャンが負傷した身体で大会に参加していたことを聞かされ、自分が「料理人」としても「執事」としても失格であることを思い知り、完全に負けを認める。
ブルー・メナール
十三龍ロス支店所属、26歳。十三龍の制服ではなく、ボンデージメイド服に身を包んだ筋肉質の巨漢。アフロヘアーに口髭を蓄えているがおかま言葉を使う。
ジャンを甘く見すぎている他の十三龍の料理人達と異なり、ジャンの実力を警戒している。なお十三龍の料理人は互いに競い合っているが、基本的には良い意味でのライバル関係にありブルーも他の料理人に「叩き潰してあげるからいつでも向かってきなさい」と公言している（なおジャンはそのような関係を「お友達ごっこ」と見なしていた）。
独創性に満ちたゴージャスな料理が最大の特徴で、高級な食材と確かなセンスに裏打ちされた料理は「ゴージャス!ゴールド!エレガント!」と評される。
独自のゴージャスな料理は、佐藤田十三に引き抜かれるまで周囲に認められず、鬱々とした日常を過ごしており、一時は料理人を辞めることまで考えていた程であった。しかし、佐藤田にその実力を認められて引き抜かれ、誰もが認める料理人となったため、彼には深い恩義を感じており、優勝の目的も佐藤田への恩返しである。
決勝においてもいきなり100点満点を叩き出すなどその力量を発揮したが、佐藤田の裁定に従いジャンに敗北する。

### その他の人物

#### 重要人物
大谷 日堂（おおたに にちどう）
料理評論家。最低の性格と最高の舌を合わせ持つ、通称「神の舌を持つ男」。ホテル「ミラージュ」の料理店「蜃気楼」の料理顧問を務めてもいる。
当初は金を貰えばどんなまずい料理でも褒め称え、金を貰えないならば美味い料理でも欠点を見つけて貶しまくるというゲスっぷりを発揮する。
ジャン以外の料理人は全て自分の忠実な下僕だという前提のもとに物を言い、並びに中華料理界の首領（ドン）となる野望も持っているため、大会で出された奇抜な課題をこなせず料理人全員が自分にひれ伏す展開になれば、それにこしたことはないと考えている。
ジャンによって赤っ恥をかかされたことに恨みを抱き、彼を相手に様々な無理難題を吹っ掛けることになる。審査員役でありながら作中におけるジャンの最大の宿敵といえる人物。
番外編で登場した幼少のころは美少年であったが、その当時の面影は残っていない。
「R」では、オーナーであるエリザを言い包めて十三龍をも手玉に取ろうとしている。養女の水月は実の娘同然に可愛がっているようだが、彼女のお転婆ぶりとコスプレ趣味には手を焼いており、まともな説教もしている。自らの大会に出場してきたジャンが優勝することだけは何としてでも阻止すべく、様々な姑息な手段を行使するが、結局何れもジャンには突破されてしまった上に、審査員の一人である甘えん坊将軍に誘導された結果、優勝はジャンで決まってしまう。挙句、その直後に開催されたジャンと佐藤田の大会名を「ビッグ秋山杯」に改名されてしまった。
大谷 月堂（おおたに げつどう）
大谷日堂の父親。番外編に登場。大日本帝国陸軍大尉で中国のとある地域の軍隊長。「欧米の魔の手から中国人を守っている」と言っていたが、実際は食糧の略奪を繰り返すなど傍若無人に振舞っており、そのことに腹をたてた階一郎、睦十の料理による罠にはめられ動けなくなり、明輝率いる馬賊に食料だけでなく日本軍の武器まで奪われてしまった。
崔 信典（さい のぶのり）
全日本中華料理連盟会長。大谷日堂が全日本中華料理人選手権大会を開く際に彼に協力を求めたり、第2回の審査員長やビッグ大谷日堂杯の審査員を務めている。連盟会長だけあって、高い審査能力を持っており、解説役となることも多い。

#### 審査員

##### 天国と地獄!真夏の料理バトル!編
五行とジャンの対決番組の審査員。荒俣以外の5人は、番組ぐるみでジャンと五番町飯店を潰そうとしている中、真剣に審査をしていた。
江 明輝（こう めいき）
中国大使館次官であり、本場中国の味を知る審査員。
畑野 悦山（はたの えつざん）
作中で日本一巨大とされる調理師学校、大阪心斎橋調理師学校校長。
ボナパルト辰吉（ボナパルトたつよし）
作中で人気の関西系若手芸人。身体を張った芸を行うらしく、ガラスやゴキブリを食って入院したと紹介された。
千川 あかね（せんかわ あかね）
作中ではベテランの美人女優。年を気にしているらしい描写がある。
玉海山（たまかいざん）
五行とジャンの対決番組の審査員の1人。現役横綱。最終課題のジャンのドリアン料理を食べた後に五行が供した強い酒を飲んでしまい、意識を失う（ドリアンとアルコールの食い合わせによるもの）。ジャンの応急処置で九死に一生を得るも途中リタイア。
荒俣 雷蝶（あらまた らいちょう）
ホテル・ミラージュのオーナーであり、番組のスポンサー。玉海山のリタイアを受け、急遽審査員となった。いかにも成金趣味な中年女性。番組収録の休憩中に五行を手酷く罵倒したため彼の反感を買い、ひそかに愛犬のアレクサンダーを調理され、自分で舌鼓を打つはめになる（ちなみにこの展開の発案者は監修のおやまけいこであるらしい）。

##### 第2回中華料理人選手権大会編
下記3名の他に大谷日堂、崔信典、計5名の特別審査員、加えて50名の一般審査員からなる。
ミケロッティ本郷（ミケロッティほんごう）
トータルビューティコーディネーターとして、主に料理の「美」を審査する。ジュリアーノ、ザザビーの兄であり、やはり彼も長身金髪で女口調。美しさを求めるあまり、フランス料理を学んだジュリアーノは評価しているが、繊細さ、美しさが足りないと評価している中華の道を進んだザザビーには強い不満を持っている。ザザビーの料理を審査する際は毎回辛らつな言葉を吐き、時にザザビーともみ合いになることもあるが、誰かの肩を持つことは無く「美」の審査員として公正な評価を下している。
麝香院 紫苑（じゃこういん しおん）
アロマ・アーチストとして主に「香り」から料理の審査をする黒髪おかっぱの巨乳美女。嗅覚は鋭く普段は鼻から口までを特製のマスクで覆っている。そのマスクをしていても陸顔王のネズミハタの馴れ寿司の臭いを嗅ぎ気絶した。
ケペル・ハインツ・ルンメニゲ
主に料理を栄養学の見地から審査する。アフロヘアーに丸サングラスをかけた巨躯のドイツ人博士。
準決勝では大谷に「神の舌は裏切るな」と忠告し、それを機に大谷も本心はジャンの料理を最後まで食べたいとい下心はある物の多少は心を入れ替えたのか、以降はジャンの料理を内心評価しつつも0点を入れるといった、自身の舌を極端に裏切る採点はしなくなった。

##### ビッグ大谷日堂杯編（R）
下記8名の審査員の他に大谷日堂、崔信典、計10名。
英泉 碧子（えいせん みどりこ）
英泉流華道家元。和服に身を包んだワンレングスヘアの美少女。清楚な外見の反面、口調は若干今時のギャル風である。しかし実はかなりの大食家である上に、ジャンの極上エビチリによって「正体」の一部が露呈。以降は若干食べ方も品が無くなっている。（Rのみ）
甘えん坊将軍
某財閥御曹司。京劇の猴面をつけた茶髪の謎の男。その正体は湯水スグル。（この姿としてはRのみ）
来栖 カオリ（くるす カオリ）
創建フーズコーポレーションの女社長。笑顔を絶やさない毒舌家。有能な人材なら自分が引き抜こうとも考えている。（Rのみ）
宇合坊（うまかぼう）
焙烙寺という寺の住職兼破戒僧。生臭坊主で水月の乳攻めにメロメロになっていた。（Rのみ）
緑川 朱門（みどりかわ しゅもん）
推理小説家。ヤクザスタイルで顔に大きな傷がある。（Rのみ）
管谷ミツル（すがや ミツル）
月刊「美食王」編集長。ロマンスグレー。（Rのみ）
土橋 秀一郎（どばし しゅういちろう）
「灘黄金」酒造社長。バーコードヘッド。自分の酒に合う料理を求めている。酒を扱うだけあって水にも強いこだわりを持っており、ジャンと佐藤田の水料理勝負においても、水を際立てた料理について熟知している佐藤田を評価しているが、「水道水でタレを薄める」という極めて原始的な使い方をしたジャンの方が真の意味で水の使い方を知っていると、さらなる評価を出してもいる。（Rのみ）
紅尾 栄誉（べにお ひでよ）
「呑天」チェーン社長。（Rのみ）

##### 経同盟（けいどうめい）（R）
料理大会などの審査員ではないが、五番町飯店にて行われたジャンと蟇目らの料理勝負の審査員を務めた。テレビでも名が出るほどの著名人たちで、日本経済界のトップでもある。スグルの発想力・企画力が日本経済を発展させると確信してバックアップをする……と表明しているが、その実は「金儲けのうまいスグルの尻馬に乗って自分たちも儲ける。あわよくばスグルを傘下に取り込むか潰して利益を独占する」ことを目論んでいた。料理や料理人に対する敬意も持っていないので、ジャンや蟇目といった料理人を手駒としか見ていなかった。
淫井 妖蔵（みだらい ようぞう）
日本バンカーズクラブの会長で、五番町飯店に集まった経同盟メンバー5人の筆頭。痩せぎすで白髪頭、サングラスをかけている。フカヒレ料理勝負に「一人前千円」の無理難題をつきつけた張本人。ジャンによるラムネガイザーのイタズラに一番怒った人であり、ジャンには絶対点をやるものかと決めていたが、圧倒的力量差と「口福」の前に屈服した。
真淵 圭（まぶち けい）
ユニバーサルグループ「ユニバーサル重工」代表。後述の角の兄。
真淵 角（まぶち かく）
ユニバーサル開発代表。兄である圭とうり二つの顔をしている。
森田 広治（もりた こうじ）
リミッツ自動車会長。禿頭の巨漢で、目には白目がない。望月の手首をつかんだ際、骨をきしませるほどの怪力の持ち主。
石坂 塁主（いしざか ルイス）
IT企業「ソフトドア」社長。肩にかかる程度のウェーブヘアにややたれ目、おでこが広い。

#### 司会
ドリアン 家津（ドリアン いえつ）
第2回中華料理人選手権大会で司会者を務めた大柄な外人風顔立ちの男性。年齢は高そうだが激しい進行をする。
三村屋 ゆうこ（みむらや ゆうこ）
ドリアン家津のアシスタントを務める小柄なアイドル風美少女。胸は珍しく控えめ。
司会
チョビ髭にサングラスをしたビッグ大谷日堂杯の司会者。股関節が柔らかく180度開脚もできる。十三龍の宣伝パフォーマンスに加わっていた。
ビッグ大谷日堂杯終了後、引き続きビッグ秋山杯の司会も担当。（Rのみ）

#### その他
デビッド・大沢（デビット・おおさわ）
関東TVのディレクターでチョビ髭の肥満体。第1回、第2回の「全日本中華料理人選手権」を取材した。